# Красноармейский (Кумылженский район)
Красноармейский —  хутор  в Кумылженском районе Волгоградской области России. Входит в состав  Кумылженского сельского поселения. Население 291 чел. (2010).

## История
В соответствии с Законом Волгоградской области от 14 февраля 2005 года № 1006-ОД «Об установлении границ и наделении статусом Кумылженского района и муниципальных образований в его составе» хутор вошёл в состав образованного Кумылженского сельского поселения.

## География
Расположен в  западной части региона, в лесостепи, в пределах Хопёрско-Бузулукской равнины, являющейся южным окончанием Окско-Донской низменности, у р. Старый Хопёр.
Абсолютная высота 67  метров над уровнем моря.
Уличная сеть
состоит из 10 географических объектов:
- Переулки: Загорский пер.,  Красивый пер.,  Крутой пер.,  Речной пер.
- Улицы: ул. Дачная,  ул. Молодежная,  ул. Овражная,  ул. Прямая,  ул. Садовая,  ул. Центральная

## Население
| 2010 |
| ---- |
| 291  |

Гендерный состав
По данным Всероссийской переписи населения 2010 года в гендерной структуре населения из 291 человек мужчин — 152, женщин — 139 (52,2 и 47,8 % соответственно).
Национальный состав
Согласно результатам переписи 2002 года, в национальной структуре населения
русские составляли  96 % из общей численности населения в  383 чел. .

## Инфраструктура
Развитое сельское хозяйство. Личное подсобное хозяйство.
Ведется газификация хутора. Проектирование и  строительство газопровода в х. Красноармейский включено в областную целевую программу «Газификация Волгоградской области на 2013—2017 годы»

## Транспорт
стоит на автодороге муниципального значения. Просёлочные дороги. 